# Simacourbe
Simacourbe – miejscowość i gmina we Francji, w regionie Nowa Akwitania, w departamencie Pireneje Atlantyckie.
Według danych na rok 1990 gminę zamieszkiwały 303 osoby, a gęstość zaludnienia wynosiła 27 osób/km² (wśród 2290 gmin Akwitanii Simacourbe plasuje się na 877. miejscu pod względem liczby ludności, natomiast pod względem powierzchni na miejscu 986.).